# 格雷格·格曼
格雷戈里·安德魯·格曼（英語：Gregory Andrew Germann，/ˈɡɜːrmən/ GUR-mən；1958年2月26日—）是一名美國男演員。他因在電視劇《艾莉的異想世界》中飾演理查德·菲什而獲得美國演員工會獎。他還因飾演情景喜劇《奈德与斯泰西》中的埃里克·「瑞科」·莫羅，《實習醫生》中的湯姆·克拉席和《童話小鎮》第五季中的黑帝斯而知名。

## 外部連結
- 格雷格·格曼在互联网电影资料库（IMDb）上的資料（英文）